# Le Paradis des orages
Le Paradis des orages est un roman de Patrick Grainville publié en 1986 qui raconte l'histoire « d'un obsédé de l'amour ».

## Historique
10e roman de Patrick Grainville et 10 ans après le prix Goncourt pour Les Flamboyants, Le Paradis des orages dont le titre est un hommage à Arthur Rimbaud est l’une des œuvres les plus célèbres de son auteur.

## Résumé
Le Paradis des orages est une fête érotique, une confession aussi, fondée sur une série de portraits précis de femmes et de leurs amours avec le narrateur. La passion enchantée et dévorante pour Paule se mêle à d’autres liens de tendresse, de jalousie et de fringale sexuelle (avec Clo, Mô et Léa). Le livre célèbre de façon obsessionnelle et lyrique les fesses des femmes dans une multitude de variations crues, poétiques ou provocantes. Fétichisme, voyeurisme sont de la partie. Hantise de la mort, haine de la Normandie natale, fuite le long du Nil, à la rencontre des Nuer nus. Toutes les ressources de la langue paraissent mobilisées pour animer cette fresque pantelante,  pour dire les profondeurs de la chair,  ses métamorphoses, ses extases, ses blessures. Le paradis des corps débouche sur les enfers des âmes.

## Réception critique
En dépit de la crudité du thème et de quelques longueurs relevées, ces « mémoires d'un fessophile très cultivé » pour les uns, ou ce « poème en proses » pour les autres, font du Paradis des orages l'un des plus grands succès critiques de Patrick Grainville.

## Anecdotes
Le Paradis des orages est également le titre d’une peinture de 1988 de Georges Mathieu avec qui Patrick Grainville collabora quelques années plus tard.

## Éditions  et traductions
- Le Paradis des orages, éditions du Seuil, 1986  (ISBN 202009407X).
- (it) Il Paradiso Degli Uragani, Longanesi & C., 1988  (ISBN 8830407763).
- Les Flamboyants / Le Paradis des orages / L'Orgie, la Neige, regroupés dans la Collection Opus, éditions du Seuil, 2010  (ISBN 2021018903).